# Château aragonais (Ischia)
Pour les articles homonymes, voir Château aragonais.
Le château aragonais (en italien : il Castello Aragonese), ou l'île du Château aragonais (en italien : Isolotto del Castello Aragonese), est une petite île volcanique fortifiée très proche de l’île d'Ischia, située sur la côte méditerranéenne à l'extrémité nord-ouest de la baie de Naples, en Campanie (Italie). L’îlot culmine à 115 mètres et a une surface totale de 543 ares. Relié depuis le XVe siècle à Ischia par un pont de pierre long de 150 mètres — construit comme deux jetées  se rejoignant par une petite arche au centre — l’îlot doit son nom au château médiéval situé à son sommet.
L’ancienne agglomération, construite sur la partie supérieure de l’île fortifiée, a abrité deux mille familles et compté jusqu’à treize églises au début du XVIIIe siècle. L’îlot est une propriété privée depuis le début du XXe siècle et attire de nombreux visiteurs.

## Historique
Le château perché au sommet de l'île du Château aragonais est, avec les remparts, le monument principal de la ville. Une première habitation fut construite par Hiéron Ier dès 474 av. J.-C. À la même époque, deux tours furent érigées pour contrôler les mouvements de flottes ennemies.
Le site fut ensuite occupé par les Parthénopéens, les anciens habitants de Naples. En 326 av. J.-C., la forteresse est capturée par les Romains.
En 1036, le Castel Gerone fut habité par Marino Melluso, comte d'Ischia.
En 1441, Alphonse V d’Aragon relie l'île à la côte par un pont de pierre en remplacement du vieux pont de bois et fortifie l'ensemble pour prévenir des raids des pirates. L'accès à la partie supérieure n'est alors possible que par un escalier situé sur le côté nord de l'île.

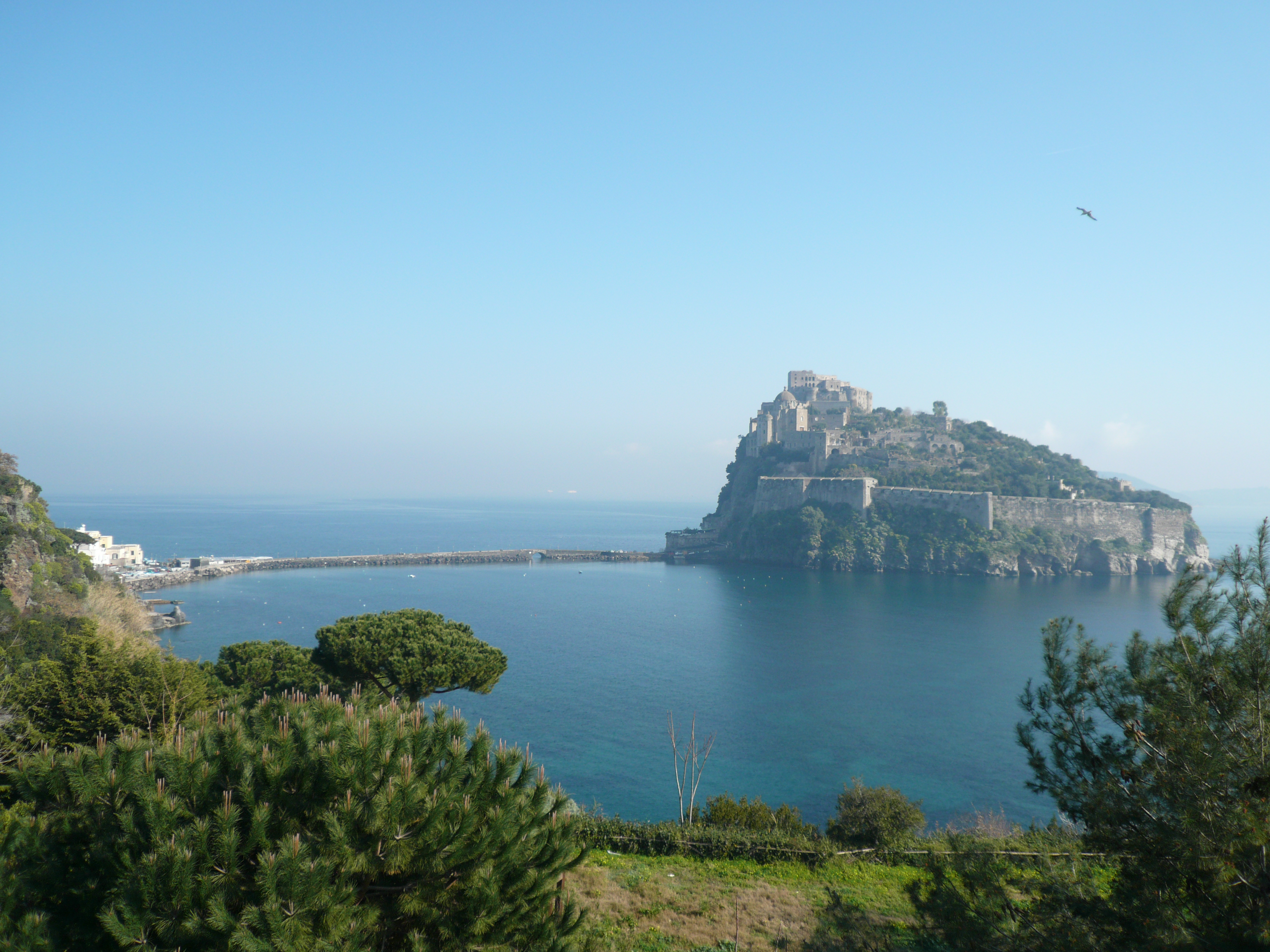
Vue (en regardant vers le nord) de l’îlot du Château aragonais (à droite) et du pont de pierre qui relie cet îlot à l’île d'Ischia (à gauche et au premier plan). On distingue le pont construit comme deux jetées empierrées qui se rejoignent par une seule arche de pont (au centre).

Il appelle le château Regium Castrum (Château royal) et le laisse à Lucrezia d'Alagni, sa favorite, qui le fait gouverner par son beau-frère Giovanni Toriglia, allié de Jean II de Lorraine. Ce dernier est battu à Rotaro par Ferdinand Ier de Naples, successeur d'Alphonse pour le royaume de Naples. 
Vers 1700, environ deux mille familles y vivaient avec un couvent de clarisses, une abbaye et une garnison. On y trouvait treize églises.
En 1912, le château est vendu à un propriétaire privé, il est aujourd'hui le monument le plus visité de l'île[réf. nécessaire]. Passée la jetée dotée d'un petit pont à une seule arche, on accède à la ville par un large tunnel de 400 mètres, avec des ouvertures qui laissent entrer la lumière. Sur le parcours du tunnel se trouve un autel dédié à Jean-Joseph de la Croix, le saint patron de l'île. Un accès plus facile est maintenant possible grâce à un ascenseur moderne.
Le château médiéval du XVe siècle, achevé par le roi Alphonse V d’Aragon, donne son nom actuel à l’île-forteresse.

## Les sœurs Clarisses

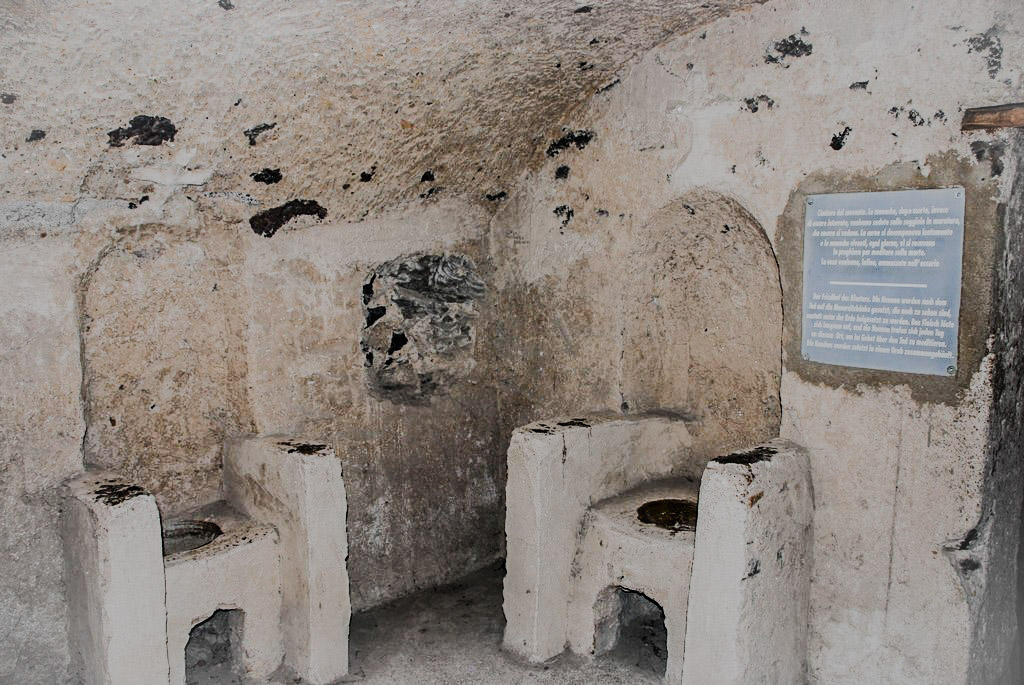
Putridarium avec les scolatoi

En 1576, Beatrice Quadra érigea le monastère de Ste Marie de la Consolation, pour les filles nobles de l'île. Les Clarisses, qui habitaient ce couvent, commencèrent en 1737 la construction de l'église de l'Immaculée en vue de remplacer une chapelle vétuste mais ne la complétèrent jamais. Restent aujourd'hui la belle coupole et le putridarium (it), où on trouve les scolatoi, chaises percées en pierre sur lesquelles on asseyait les sœurs décédées jusqu'à ce qu'il n'en reste que les os, ensuite transférés dans l'ossuaire. Au début du XIXe siècle, les sœurs se retirèrent au couvent de S. Antonio, où elles s'éteignirent en 1991.